# LOVEBIRD (井上侑のアルバム)
『LOVEBIRD』（ラブバード）は、井上侑の3枚目のアルバム。2011年6月8日にSHINKO MUSIC RECORDSより発売。プロデューサーに片寄明人（GREAT3、Chocolat&Akito）、石井マサユキ（TICA）を迎え、2011年1月から約2ヶ月にわたって制作された。ニンテンドーDS「ぞんびだいすき」のCMに使われた「ぞんびだいすき?」のフルバージョンや、1stシングル『バネのびょん太』のタイトルトラックなども収録されている。

## 収録曲
1. 会いたい
2. 君のシチュー
3. タピオカミルクティー
4. 先輩、恋してます
5. Colorcorn
6. たね
7. 東口で
8. ぞんびだいすき?
9. バネのびょん太

## 制作
Track 1〜7
- プロデュース：片寄明人（GREAT3、Chocolat&Akito）、石井マサユキ（TICA）
- エンジニア：浦本雅史
- 作詞、作曲、歌、ピアノ、エレクトリック・ピアノ：井上侑

Track 8
- プロデュース：田畑英二（Must Inc.）
- レコーディング&ミックス：水谷 央
- 作詞：山田和正・井上 侑
- 作曲：山田和正・平沢敦士

　
Track 9
- プロデュース&アレンジ：下田義浩
- 作詞、作曲、歌、ピアノ、エレクトリック・ピアノ：井上侑

## 参加ミュージシャン
- ギター、ベース、シンセサイザー：石井マサユキ
- ドラム、パーカッション：榊原大祐